# TIM Music Awards 2022
La sedicesima edizione dei TIM Music Awards si è svolta il 9 e il 10 settembre 2022 all'Arena di Verona con la conduzione di Carlo Conti e Vanessa Incontrada. La premiazione è stata trasmessa in diretta dall'Arena di Verona sia dall'emittente TV Rai 1 che dalle radio Rai Radio 2 e Radio Italia, sotto la produzione di Friends&Partners.
Nel pomeriggio dell'11 settembre 2022 è andato in onda lo speciale TIM Music Awards - Dalla radio al palco, condotto da Nek e Carolina Di Domenico, contenente esibizioni in diretta affiancate da altre effettuate nel corso delle due serate della manifestazione.

## Prima serata

### Esibizioni
La lista riporta le esibizioni in ordine di apparizione sul palco. A causa del maltempo abbattutosi sulla città di Verona nel corso della diretta, le esibizioni di Bresh, Ariete, Noyz Narcos e Paky, sono state posticipate alla seconda puntata del 10 settembre 2022. Tuttavia la cantante Ariete è stata premiata la stessa sera, poiché non avrebbe potuto esibirsi il giorno seguente a causa di impegni precedentemente presi.
- Marracash – Infinity Love
- La Rappresentante di Lista – Ciao ciao
- Guè – Veleno
- Fabri Fibra e Maurizio Carucci – Stelle
- Fabri Fibra e Colapesce Dimartino – Propaganda
- Elisa – O forse sei tu
- Pinguini Tattici Nucleari – Giovani Wannabe
- Marco Mengoni – Medley di Voglio / Muhammad Alì / Luce / No stress
- Antonello Venditti e Francesco De Gregori – Peppino / La donna cannone
- Blanco – Nostalgia
- Biagio Antonacci – Liberatemi
- Ultimo – Giusy / Vieni nel mio cuore
- Alessandra Amoroso – Medley di AleAleAle / Comunque andare / Sorriso grande / Camera 209
- Gianni Morandi – Apri tutte le porte / La ola
- Mika – Underwater
- Rkomi ed Elodie – La coda del diavolo
- Elodie – Bagno a mezzanotte
- Irama – Ovunque sarai
- Irama e Rkomi – 5 gocce
- Dargen D'Amico – Dove si balla
- North of Loreto, Raf e Guè – Ti pretendo
- Fabrizio Moro – Il senso di ogni cosa

### Premi

#### Album
- Disco multiplatino per Noi, loro, gli altri – Marracash
- Disco platino per Guesus – Gué Pequeno
- Disco platino per Caos – Fabri Fibra
- Disco d’oro per Ritorno al futuro/Back to the Future – Elisa
- Disco multiplatino per Materia (Terra) – Marco Mengoni
- Disco multiplatino per Blu celeste – Blanco
- Disco multiplatino per Solo – Ultimo
- Disco d’oro per Tutto accade – Alessandra Amoroso
- Disco multiplatino per Il giorno in cui ho smesso di pensare – Irama
- Disco d'oro per Specchio – Ariete

#### Singolo
- Singolo multiplatino per Crazy Love – Marracash
- Singolo multiplatino per Infinity Love – Marracash e Guè
- Singolo multiplatino per Ciao ciao – La Rappresentante di Lista
- Singolo multiplatino per Giovani Wannabe – Pinguini Tattici Nucleari
- Singolo multiplatino per Mi fiderò – Marco Mengoni
- Singolo multiplatino per Blu celeste – Blanco
- Singolo multiplatino per Finché non mi seppelliscono – Blanco
- Singolo multiplatino per Brividi – Blanco
- Singolo multiplatino per Solo – Ultimo
- Singolo multiplatino per Insuperabile – Rkomi
- Singolo multiplatino per La coda del diavolo – Rkomi e Elodie
- Singolo multiplatino per Bagno a mezzanotte – Elodie
- Singolo multiplatino per Ovunque sarai – Irama
- Singolo multiplatino per 5 gocce – Irama e Rkomi
- Singolo multiplatino per Dove si balla – Dargen D'Amico

#### Live e tour
- Live Oro per Back to the Future Live Tour – Elisa
- Live Platino per Dove eravamo rimasti Tour – Pinguini Tattici Nucleari
- Live Oro per Mengoni Live 2022 – Marco Mengoni
- Live Oro per Antonello Venditti e Francesco De Gregori: Il Tour – Antonello Venditti e Francesco De Gregori
- Live Platino per Blu Celeste Tour – Blanco
- Live Diamante per Ultimo Stadi 2022 – Ultimo
- Live Oro per Irama Live 22 – Irama

#### Premi speciali
- Premio Arena di Verona – Elisa[M 1]
- Premio Arena di Verona – Amadeus[M 2]
- Premio Arena di Verona – Mara Venier[M 3]
- Premio SIAE – Giorgio Panariello[M 4]
- Premio SIAE – Cristiano Malgioglio[M 5]
- Premio TIM – Pinguini Tattici Nucleari
- Premio TIM – Biagio Antonacci[M 6]
- Premio TIM – Gianni Morandi[M 6]
- Premio EarOne – Elodie[M 7]
- Premio Assomusica – Ultimo[M 8]
- Premio Speciale per i brani di cui è stato direttore artistico – Shablo
- Premio Speciale per i risultati raggiunti nel mondo – Måneskin

### Ospiti
- Amadeus
- Giorgio Panariello
- Mara Venier
- Shablo
- Cristiano Malgioglio
- Måneskin (in collegamento dal Brasile)

## Seconda serata

### Esibizioni
La lista riporta le esibizioni in ordine di apparizione sul palco. Nel corso della serata si sono esibiti e sono stati premiati Bresh, Noyz Narcos e Paky, previsti per la prima puntata della premiazione.
- Modà – Arriverà / Tappeto di fragole
- Coez – Come nelle canzoni
- Sick Luke, Ketama126 e Franco126 – Falena
- Lazza – Panico
- Salmo – Aldo Ritmo / Kumite
- Brunori Sas – Al di là dell'amore
- Gigi D'Alessio – Medley di Quanti amori / Un nuovo bacio / Non mollare mai / Como suena el corazon / Mon Amour
- Sangiovanni – Scossa / Farfalle
- Max Pezzali – Medley di Sei un mito / Gli anni / Hanno ucciso l'Uomo Ragno
- Biagio Antonacci – Telenovela
- Fedez, Tananai e Mara Sattei – La dolce vita
- Tananai – Baby Goddamn
- Mahmood – Medley di Ghettolimpo / Rapide / Dorado / Klan / Kobra
- Riccardo Cocciante – Il tempo delle cattedrali / Se stiamo insieme / Margherita
- Francesca Michielin – Occhi grandi Grandi / Chiamami per nome / Io non abito al mare / Nessun grado di separazione / Vulcano
- Rhove – Shakerando
- Nek – Laura non c'è
- Rocco Hunt ed Elettra Lamborghini – Caramello
- Francesco Gabbani – Volevamo solo essere felici / Viceversa
- Luigi Strangis – Tienimi stanotte
- Luchè – La notte di San Lorenzo
- Bresh – Il meglio di te
- Capo Plaza – Capri Sun
- Paky – Blauer
- Chiello – Quanto ti vorrei

### Premi

#### Album
- Disco platino per Volare – Coez
- Disco platino per X2 – Sick Luke
- Disco platino per Sirio – Lazza
- Disco platino per Flop – Salmo
- Disco multiplatino per Cadere volare – Sangiovanni
- Disco platino Disumano – Fedez
- Disco d'oro Discover – Zucchero
- Disco d'oro Strangis – Luigi Strangis
- Disco d'oro Dove volano le aquile – Luchè
- Disco d'oro Oro blu – Bresh
- Disco d'oro Hustle Mixtape – Capo Plaza
- Disco d'oro Salvatore – Paky
- Disco d'oro Oceano paradiso – Chiello

#### Singolo
- Singolo multiplatino per Come nelle canzoni – Coez
- Singolo multiplatino per Kumite – Salmo
- Singolo multiplatino per Farfalle – Sangiovanni
- Singolo multiplatino per La dolce vita – Fedez, Tananai e Mara Sattei
- Singolo multiplatino per Sapore – Fedez
- Singolo multiplatino per Brividi – Mahmood
- Singolo multiplatino per Shakerando – Rhove
- Singolo multiplatino per Caramello – Rocco Hunt ed Elettra Lamborghini

#### Live e concerti
- Live Oro per Flop Tour 2022 – Salmo
- Live Oro per Brunori Sas Tour 2022 – Brunori Sas
- Live Oro per MAX30 nei Palasport – Max Pezzali
- Live Oro per World Wild Tour – Zucchero

#### Premi speciali
- Premio Arena di Verona – Biagio Antonacci
- Premio Arena di Verona – Antonella Clerici
- Premio Arena di Verona – Mahmood
- Premio Arena di Verona – Riccardo Cocciante
- Premio SIAE – Modà
- Premio SIAE – Vincenzo Salemme
- Premio TIM Summer Hits – Fedez, Tananai e Mara Sattei
- Premio TIM alla carriera – Francesca Michielin [M 9]
- Premio Speciale alla carriera – Nek
- Premio Speciale Trentennale – Gigi D'Alessio[M 10]

### Ospiti
- Alessandro Cattelan
- Federica Pellegrini
- Andrea Delogu
- Antonella Clerici
- Vincenzo Salemme
- Stefano De Martino
- Milly Carlucci
- Zucchero (in collegamento da New York)
- Tiziana Giardini, vedova di Stefano D'Orazio, ex batterista dei Pooh
- Annalisa, viene mostrato il video del brano Bellissima in chiusura alla premiazione

## TIM Music Awards - Dalla radio al palco

### Esibizioni[9]
- AKA 7even
- Alex Wyse
- Ana Mena
- Emis Killa
- Federico Rossi
- Franco126
- Giusy Ferreri
- Malika Ayane
- Marco Masini
- Myss Keta
- Sissi
- Donatella Rettore
- Tancredi

## Ascolti
| Puntata | Data              | Telespettatori | Share  |
| ------- | ----------------- | -------------- | ------ |
| 1       | 9 settembre 2022  | 2 859 000      | 20,36% |
| 2       | 10 settembre 2022 | 2 638 000      | 20,29% |
| Media   | Media             | 2 748 000      | 20,33% |
| 3       | 11 settembre 2022 | 1 586 000      | 17,55% |